# Kaapvaart
Kaapvaart was een vorm van zeeroverij in oorlogstijd. Een kaper-kapitein van een (particulier) schip kreeg toestemming van een land om schepen van vijandige landen aan te vallen en hun lading in beslag te nemen. Deze toestemming heette een kaperbrief. Een (groot) deel van de buit van deze kaapvaart moest de kaper afstaan aan het land dat hem die toestemming had verleend.

## Etymologie
Over de oorsprong van het woord "kapen" zijn verschillende theorieën in omloop:
1. afleiding van het Fries woord kâpia = "kopen", herinnerend aan het ontstaan van de kaperij uit de koopvaardij;
2. afleiding van het Latijnse woord capere = nemen;
3. ontstaan onder invloed van "kaap": a) oorspronkelijk "van kaap naar kaap varen", of b) afkomstig van het van het voorgaande begrip afgeleide "kapen" = "op de uitkijk staan".

Mogelijkheid 1 wordt gewoonlijk als de meest waarschijnlijke verklaring beschouwd.

## Definities

### Vrijbuiter
Een vrijbuiter is een avonturier, of iemand die zich weinig gelegen laat liggen aan algemeen gangbare opvattingen of -gebruiken. Vaak wordt het woord gebruikt in de betekenis van zeerover, dus als synoniem van kaper.
Het woord "vrijbuiter" is in het Nederlands voor het eerst bekend uit de zestiende eeuw, aanduidend iemand die "ten vrijbuit" voer, dus een zeerover.
Het Nederlandse woord "vrijbuiter" is overgenomen in het Duits als Freibeuter, in het Engels als freebooter, in het Deens als fribytter, in het Zweeds als fribytare en in het Frans als flibustier, dat vervolgens als 'filibuster' is ontleend in vele andere talen, waaronder Baskisch, Catalaans, Deens, Engels, Esperanto, Georgisch, Iers-Gaelisch, IJslands, Indonesisch, Maltees, Noors, Perzisch, Swahili, Urdu, Wels en Zweeds.

### Kaper of piraat
Kapen was misschien de facto maar niet de jure hetzelfde als piraterij of zeeroverij. Een kaper overviel schepen van landen, die met zijn land in oorlog waren. Zijn kaperbrief was in essentie een zeeroverij-vergunning, die hem beschermde tegen vervolging wegens piraterij, echter alleen in de staat die de kaperbrief had uitgevaardigd. Werd de kaper door de vijand gearresteerd, dan volgde soms een veroordeling tot de doodstraf wegens piraterij. Dat was bijvoorbeeld het geval indien een oorlog als een opstand tegen het centrale gezag werd gezien, zoals tussen Spanje en de Republiek (in het tijdvak 1572-1621) of Groot-Brittannië en de Verenigde Staten tijdens de Onafhankelijkheidsoorlog (1772-1776)
Voorbeelden van kapers die onder het gezag van hun land hebben gehandeld zijn:
- Francis Drake (Britse Rijk)
- Pieter van der Does (Nederlandse koloniën)
- Amaro Pargo (Spaanse Rijk)
- Khair ad Din (Ottomaanse Rijk)

## Oorsprong
De kaapvaart kwam tot stand in de 13e eeuw doordat landen de succesvolle piraterij gingen inzetten voor hun eigen doeleinden: het vullen van de eigen schatkist ten koste van de economie van een vijandig land.

### Victualiënbroeders
De Victualiënbroeders waren piraten, die hun carrière begonnen in 1392 als kapers in dienst van Mecklenburg en Zweden, gericht tegen Denemarken en de Hanzestad Lübeck. Het begon met het veroveren van Deense en Lübeckse schepen in de Oostzee ter bevoorrading van Stockholm. Al gauw werkten de Victualiënbroeders voor zichzelf: in 1393 plunderden zij Bergen, in 1394 verbrandden ze Malmö veroverden ze Visby op het eiland Gotland. Van dat eiland werden zij in 1398 door de Duitse Orde verdreven. Dit betekende de definitieve overgang naar de piraterij.

## Hoogtij
De kaapvaart vierde zijn grootste successen in de maritieme conflicten tussen de Europese grootmachten van de Nieuwe Tijd: Engeland, Frankrijk, Spanje, de Republiek, Portugal en Zweden.

### Sir Francis Drake
Sir Francis Drake diende koningin Elizabeth I van Engeland en vocht niet alleen als kaper, maar ook tegen de Spaanse Armada.

### Watergeuzen
De Watergeuzen waren verschillende groepen kapers met een kaperbrief van Willem van Oranje. Tussen 1567 en 1572 vormden zij de enige militaire tegenstand van betekenis tegen het Spaanse bewind. Op 1 april 1572 veroverden de Watergeuzen onder leiding van Lumey van der Marck het stadje Den Briel op de Spanjaarden. Ook de Slag op de Zuiderzee in oktober 1573 werd door hen gewonnen, de Spaanse admiraal Maximiliaan van Bossu werd door hen gevangengenomen. Na hun veroveringen richtten zij, tot woede van Willem van Oranje, een waar bloedbad aan.

### De West-Indische Compagnie
Piet Hein was sinds 1623 als kapitein in dienst van de West-Indische Compagnie, een handelsorganisatie die kaapvaart als een van haar doelstellingen had. In 1628 veroverde hij de helft van de Spaanse Zilvervloot. De twaalf schepen bevatten 12 miljoen gulden aan goud, zilver en andere handelswaar. Met de opbrengst kon het leger van de Republiek acht maanden betaald worden. De aandeelhouders kregen dat jaar een dividend van 70% uitgekeerd. Dit was het grootste kaapvaartsucces voor de WIC. Aan de andere kant betekende dit een ramp voor Spanje, omdat hiermee de helft van de jaarlijkse inkomsten uit zijn Amerikaanse koloniën verloren ging.

### Duinkerker kapers
De in de Nederlandse geschiedschrijving bekende Slag bij Nieuwpoort in 1600 tussen het Spaanse leger en de expeditie van de Republiek onder Maurits van Oranje vond plaats tijdens een veldtocht van die laatste tegen de hinderlijke Duinkerker kapers.
Tussen 1627 en 1635 veroverden Duinkerker kapers 1606 Nederlandse schepen en brachten er 423 tot zinken.
In het Rampjaar 1672, het eerste jaar van de Hollandse Oorlog, verkreeg de Duinkerkse Jan Baert van de Franse koning Lodewijk XIV een kaperbrief. Hij slaagde erin om 81 Hollandse handelsschepen te veroveren. In 1678 trad hij in dienst van de Franse marine, waar hij soortgelijke activiteiten ontplooide. (Slag bij Texel (1694) ).

### Oostendse kapers
Ook in Oostende waren kapers actief. Het was hier dat Jan Baert zijn ervaring opdeed alvorens terug te keren naar Duinkerke.
De beroemdste Oostendse kaper is echter Jacob Besage die in een zeeslag op 26 augustus 1629 Piet Hein ombracht. Enkele uren later overleed hijzelf aan zijn verwondingen.

## Amerikaanse kaapvaart
Tijdens de Amerikaanse Onafhankelijkheidsoorlog gebruikten de Britten kapers tegen de Verenigde Staten. In de Amerikaanse Burgeroorlog werden de VS opnieuw opgeschrikt door kapers, ditmaal van de Geconfedereerde Staten van Amerika. De CSS Alabama wordt vaak gezien als kaper, maar was dit eigenlijk niet omdat het schip in overheidshanden was.

## Einde
Een van de problemen met kaapvaart was dat de kaper niet altijd binnen de grenzen van zijn kaperbrief bleef opereren. De kaperbrief stond meestal alleen toe om schepen aan te vallen die onder een bepaalde vlag voeren. Op volle zee kon het echter maanden duren vooraleer men een schip aantrof dat aan de kaperbrief voldeed en bovendien voldoende buit aan boord had. Het aandeel in de buit dat naar de kaperbemanning ging, was lager dan in de piraterij, waar de kapitein meestal slechts het dubbele kreeg van een gewoon bemanningslid. Ook hoefden piraten niets af te staan aan een land. Dit kon leiden tot een dermate grote ontevredenheid dat de bemanning op piraterij kon overstappen.
Om zich te beschermen tegen kapers, voeren schepen vaak met vlaggen en papieren van verschillende landen. Zo toonde een Brits schip aan de Engelse kaper William Kidd Franse papieren, omdat Kidd zelf een Franse vlag gehesen had. Kidd ging vervolgens tot inbeslagname over, hetgeen uiteindelijk leidde tot zijn veroordeling en executie wegens piraterij.
Bij de Verklaring van Parijs van 1856 zwoeren de Europese machten de kaapvaart dan ook af. Andere landen (waaronder de Verenigde Staten) volgden bij de Haagse Conventies van 1899 en 1907.

## Bekende kapers
- Sir Francis Drake
- Jacques Cassard (Cassard-expeditie)
- Alexander Godfrey
- François Le Clerc
- Jonathan Haraden
- Amaro Pargo
- Piet Hein
- Nicolaas Jarry
- Cornelis Jol
- William Kidd
- Sir Henry Morgan
- Robert Surcouf
- Klaus Störtebeker
- Jacob Besage
- Pierre le Turcq
- Marie Etienne Peltier
- de Victualiënbroeders
- de Barbarijse zeerovers
- de Likedelers
- de Watergeuzen (onder wie Lumey van der Marck)
- de Duinkerker kapers (onder wie Jan Baert)

## Kapers in de wereldoorlogen
Duitse oorlogsschepen hebben in beide wereldoorlogen koopvaardijschepen belaagd, wat deze schepen de naam kaperschip bezorgde. Beroemde kapers uit de Eerste Wereldoorlog zijn: Nikolaus Graf zu Dohna-Schlodien die kapitein was van de hulpkruiser SMS Möwe en Felix von Luckner, kapitein van SMS Seeadler. In de Tweede Wereldoorlog werden raiders, omgebouwde koopvaardijschepen, ingezet, waarvan HSK Kormoran er één was. Berucht in de Tweede Wereldoorlog werd vooral het vestzakslagschip Admiral Graf Spee onder bevel van kapitein Hans Langsdorff.

## Kapingen in de moderne tijd
Ook in de nieuwste tijd zijn er nog geregeld scheepskapingen of overvallen, bijvoorbeeld bij de kust van Somalië. Vliegtuigkapingen en treinkapingen worden meestal uitgevoerd met een terroristisch doel.